# 人民革命軍 (アルゼンチン)
人民革命軍 スペイン語:Ejército Revolucionario del Pueblo 略名 (ERP) は1970年から1976年まで存在したアルゼンチンのゲリラ組織。 労働者革命党と党軍としても活躍していた

## 代表的な歌
ERPを代表する歌はERP行進曲です

## 関連記事
汚い戦争